# 달 (음식)
달(힌디어: दाल)은 네팔, 방글라데시 스리랑카, 인도, 파키스탄 등 남아시아에서 렌즈콩을 비롯한 콩의 짜개를 부르는 말이다. 이것으로 만든 여러 가지 수프를 "달"이라 부르기도 한다.

## 종류
- 마수르 달(힌디어: मसूर दाल): 렌즈콩 짜개이다.
- 뭉 달(힌디어: मूँग दाल): 녹두 짜개이다.
- 우라드 달(힌디어: उड़द दाल): 우라드콩 짜개이다.
- 차나 달(힌디어: चना दाल): 벵골콩 짜개이다.
- 투르 달(마라티어: तूर डाळ): 비둘기콩 짜개이다.

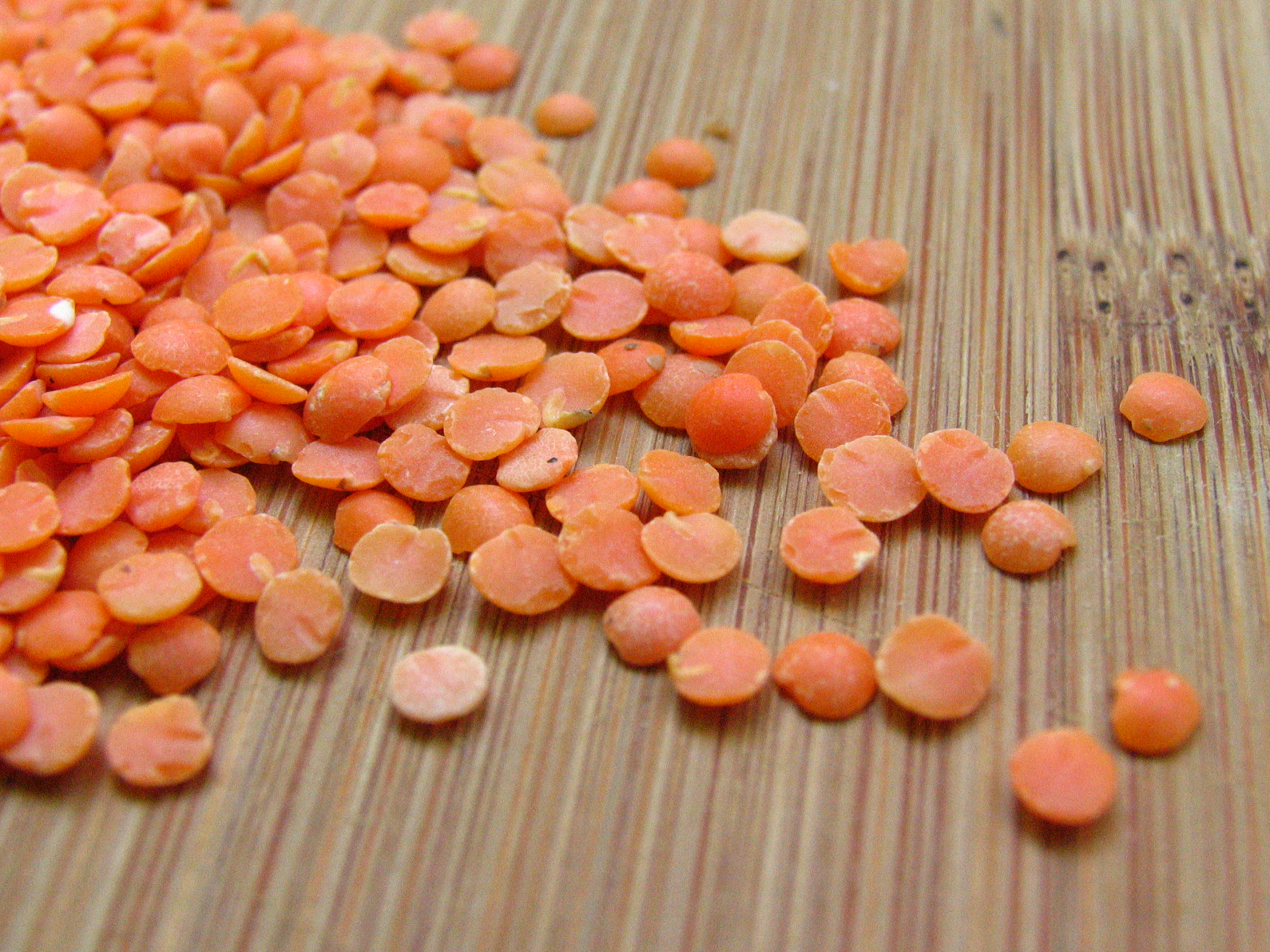
마수르 달
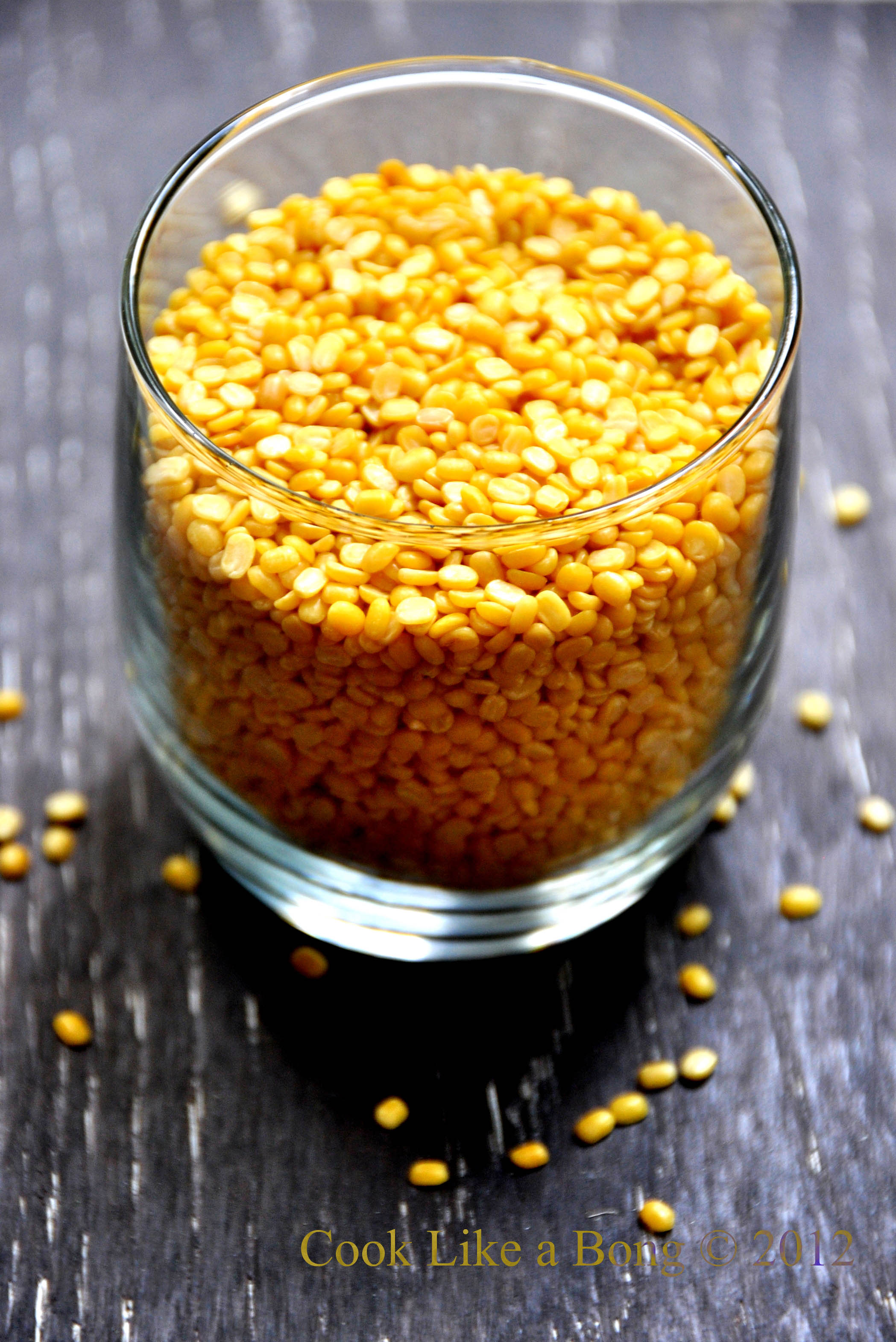
뭉 달
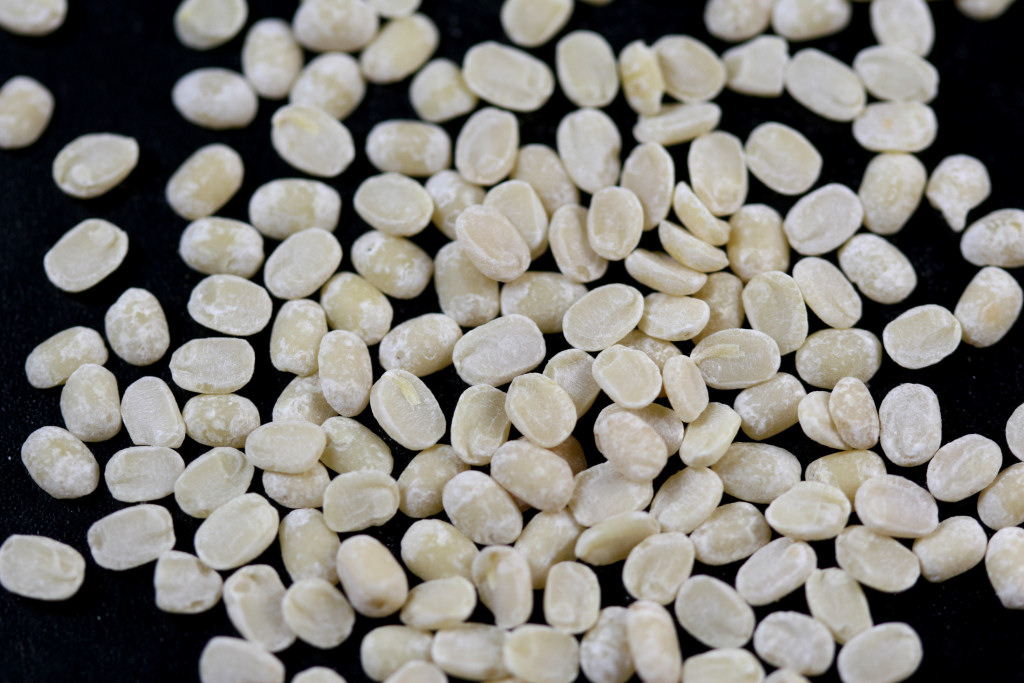
우라드 달
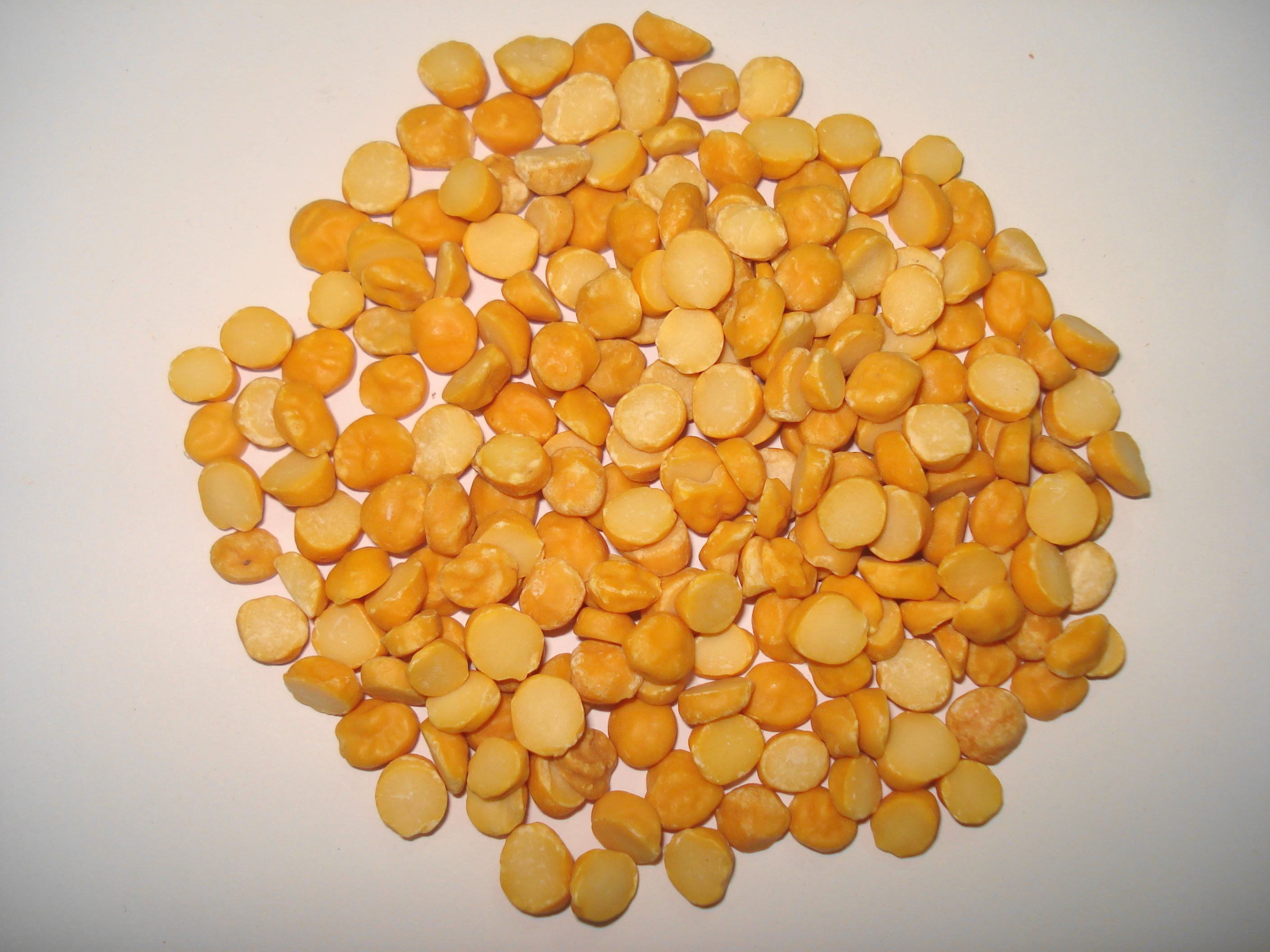
차나 달
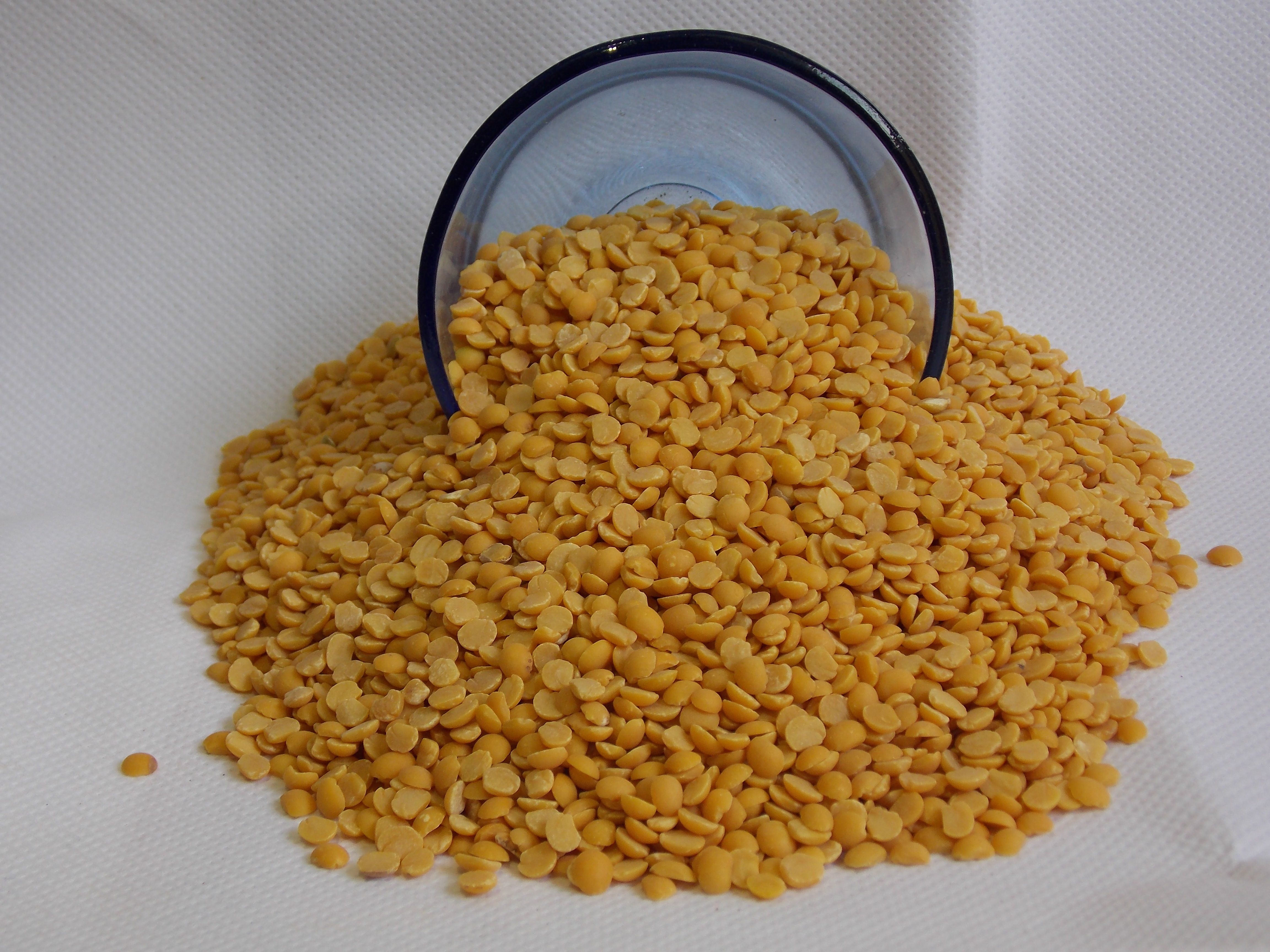
투르 달

## 같이 보기
- 렌즈콩 수프